# Pholodes fuliginea
Pholodes fuliginea är en fjärilsart som beskrevs av George Francis Hampson 1895. Pholodes fuliginea ingår i släktet Pholodes och familjen mätare. Inga underarter finns listade i Catalogue of Life.